# Iminium

Structure générale d'un cation iminium

Un cation ou sel d'iminium est un composé organique de structure générale [R1R2C=NR3R4]+, et est donc la forme protonée ou substituée d'une imine. L'iminium est un intermédiaire dans un certain nombre de réactions organiques, telle que le réarrangement de Beckmann, la réaction de Vilsmeier-Haack, la réaction de Stephen ou encore la réaction de Duff. 
Le sel d'Eschenmoser est un exemple de sel d'iminium.
L'utilisation des noms alternatifs de l'iminium (imonium, immonium) n'est pas recommandée.

## Réactions impliquant un ion ou un sel d'iminium
- réarrangement de Beckmann
- réaction de Duff
- réaction de Stephen
- réaction de Vilsmeier-Haack
- réaction de Pictet-Spengler
- réaction d'Eschweiler-Clarke
- réaction de Mannich
- synthèse de Strecker

## Ions iminylium
Les ions iminylium ont une structure générale de la forme :R2C=N+ (l'atome d'azote n'a pas de substituant et deux électrons non liés). Ce sont une sous-classe des ions nitrénium